# TuS Rotenhof
Der Turn- und Sportverein Rotenhof von 1919 e. V., kurz TuS Rotenhof, ist ein Sportverein aus dem gleichnamigen Stadtteil Rendsburgs. Die erste Fußballmannschaft spielt in der fünftklassigen Oberliga Schleswig-Holstein.

## Geschichte und sportliches Angebot

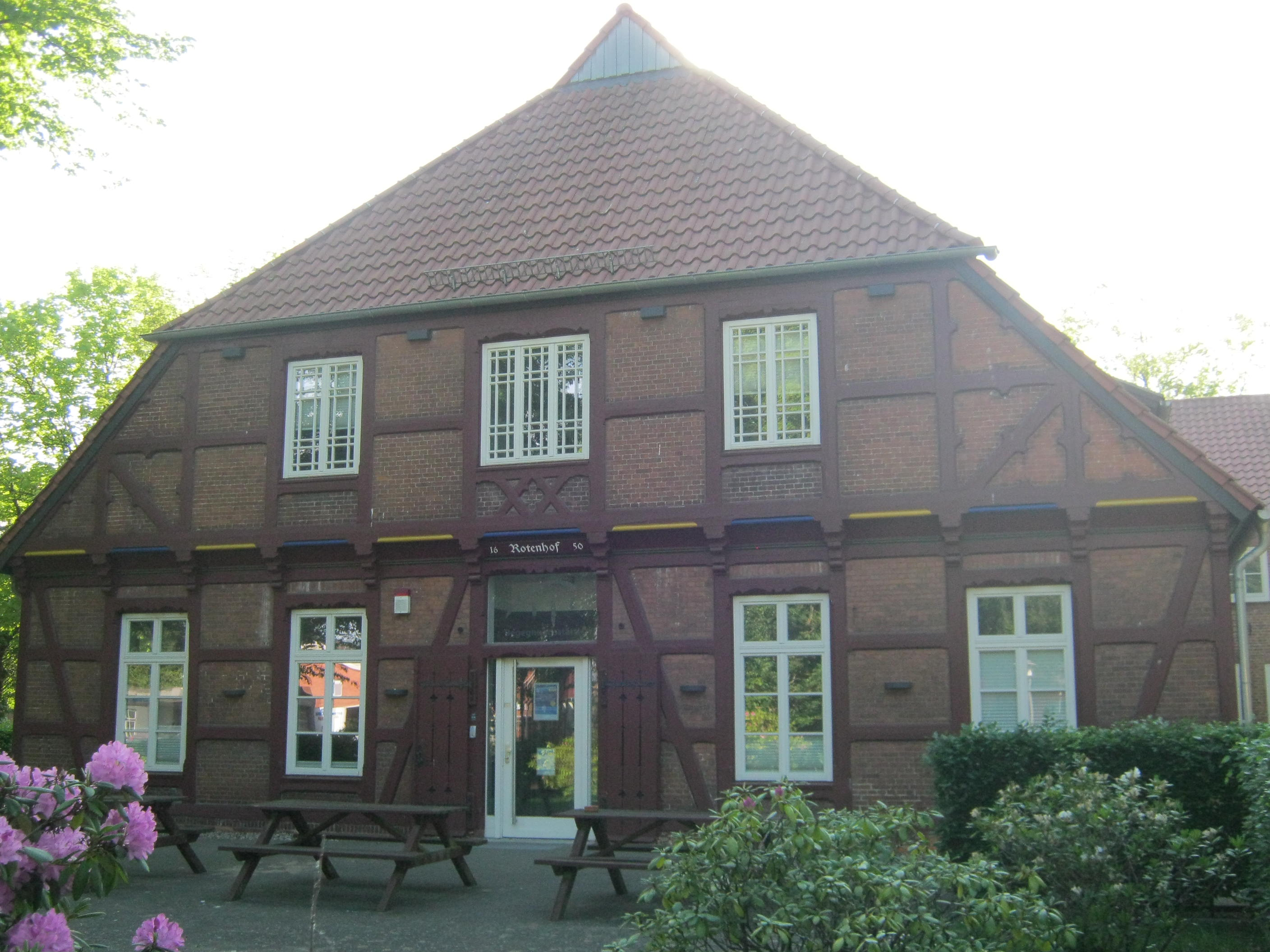
Der historische Rotenhof in Rendsburg: Namensgebend für Stadtteil und Verein.

Der Verein wurde 1919 unter dem Namen FC Rotenhof als Arbeitersportverein von einer Gemeinschaft von Schlagball-Spielern gegründet, die ihren Sport auf dem Gelände der Gaststätte des historischen Rotenhof betrieben. Anfang der 1920er Jahre nahm der FC Rotenhof den Spielbetrieb im Fußball auf. Nach der nationalsozialistischen Machtübernahme mussten alle Aktivitäten eingestellt werden, Arbeitersportvereine wurden verboten. 
Erst Mitte 1957 wurde der Verein als TuS Rotenhof wieder bzw. neu gegründet. Seit August 1958 durfte der städtische Sportplatz an der Fockbeker Chaussee genutzt werden, auf dem sich seither die Sportanlagen des TuS befinden, drei Fußballfelder (zwei davon mit Kunstrasen), drei Tennis-Sandplätze, das Vereinsheim sowie ein Tennis-Clubheim. Hallensportarten werden in der Schule Rotenhof angeboten. Neben dem dominierenden Fußball bietet der TuS Rotenhof die Sportarten Turnen (Kinderturnen, Eltern-Kind-Turnen, Fitnesskarussel, Psychomotorisches Turnen), Tennis, Tischtennis, Zumba und Jumping-Fitness.

## Fußball

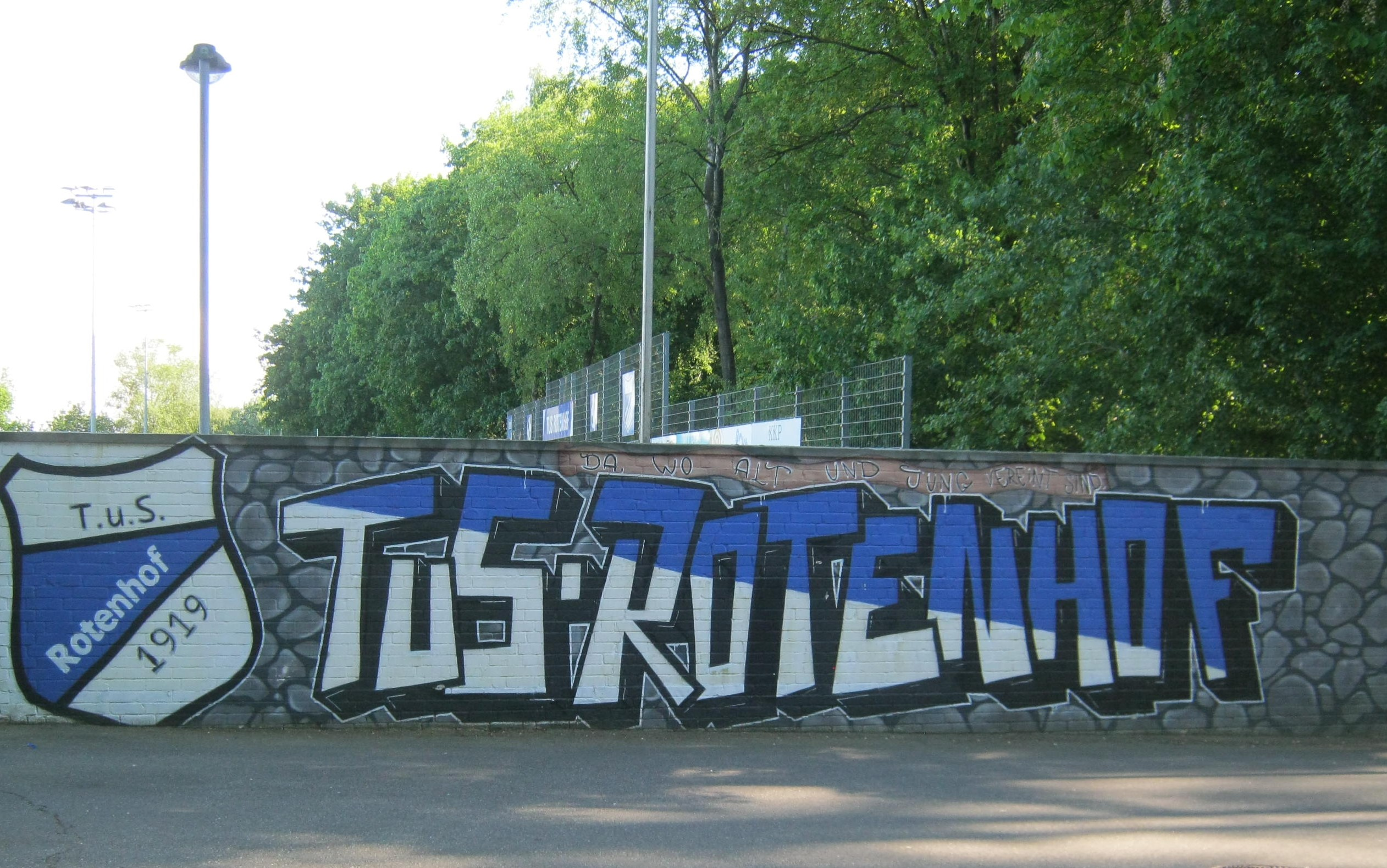
Graffiti im Eingangsbereich der Sportanlagen

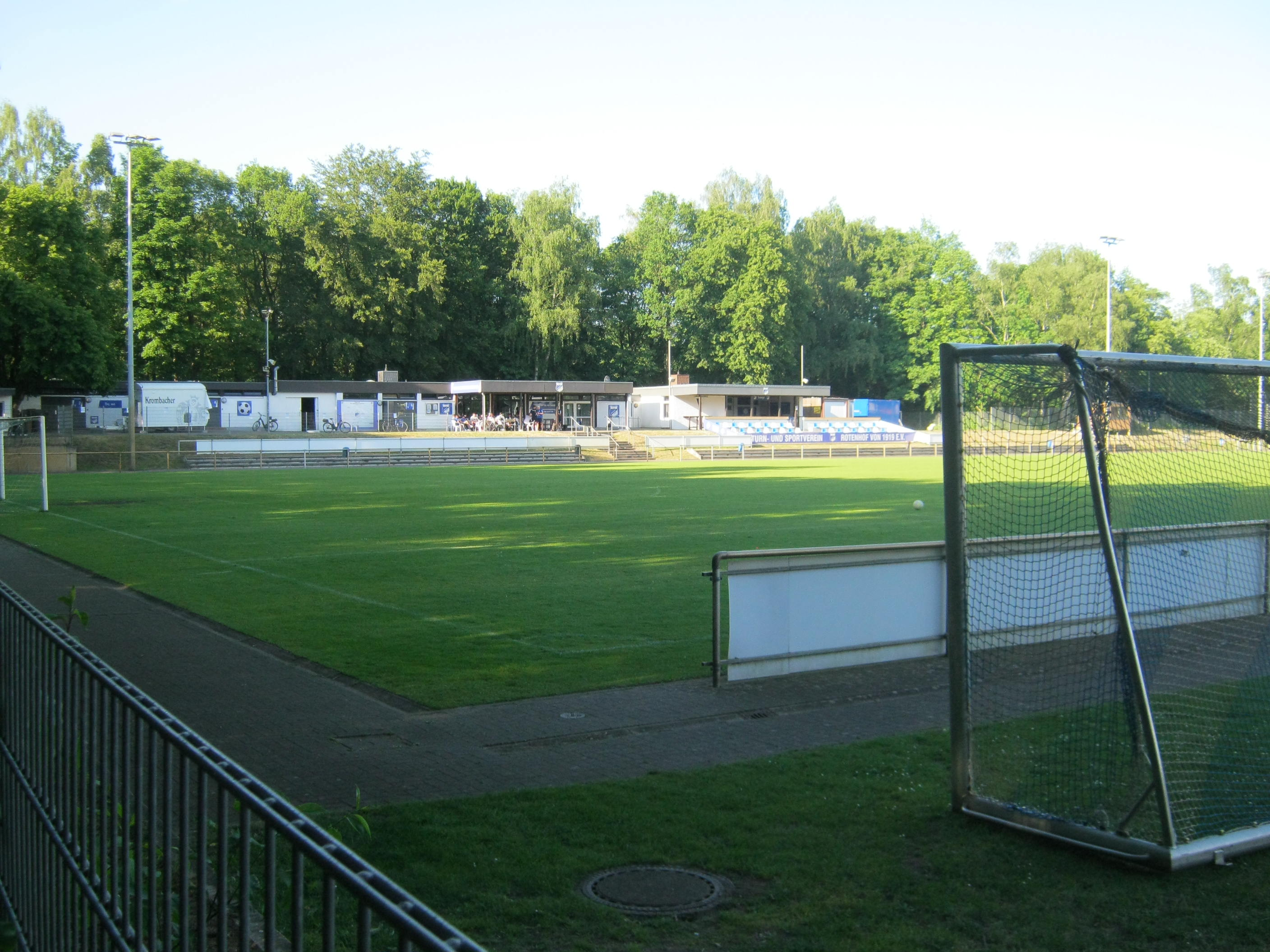
Städtischer Sportplatz Rotenhof, A-Platz

Für den TuS Rotenhof treten (Stand Sommer 2024) drei Männermannschaften in Seniorenklassen und ein Frauenteam (Abstieg aus der Landesliga in die Kreisliga) an, sowie eine Altliga-Mannschaft, sechs Jugendmannschaften und drei Juniorinnenteams. Außerdem wird Walking Football angeboten.
Die ersten Fußball-Männermannschaft des Tus Rotenhof spielte über 20 Jahre in der Bezirksliga und stieg 2008 in die Verbandsliga auf. Nach zwei Jahren folgte dann 2010 der Abstieg in die Kreisliga. und 2014 der Wiederaufstieg. Nach erneutem Abstieg in die Kreisliga übernahm am 1. Januar 2016 Hans-Hermann („Hermi“) Lausen das Traineramt. Unter seiner Leitung wurden erst der Kreisliga-Abstieg verhindert und dann eine Erfolgsgeschichte begonnen: 2018 wurde die Meisterschaft der Kreisliga Nord-Ost gewonnen und damit in die Verbandsliga Nord aufgestiegen; in der „Corona-Saison“ 2019/20 wurde der dominierende TuS Rotenhof nach Saisonabbruch zum Verbandsligameister erklärt und stieg damit in die Landesliga auf. In der Saison 2019/2020 wurden zudem der Kreispokal und die schleswig-holsteinische Futsal-Landesmeisterschaft gewonnen. Der Futsal-Erfolg wurde 2022/23 wiederholt, 2023/24 scheiterten die Rotenhöfer erst im Finale gegen Eutin 08. Im Februar 2023 gewannen auch die C-Junioren des TuS Rotenhof die Futsal-Landesmeisterschaft.
In der aus „Corona-Gründen“ dreigeteilten Landesliga wurden die Rotenhöfer in der Saison 2022/23 Zweiter der Staffel Schleswig und scheiterten in der Oberliga-Aufstiegsrelegation knapp gegen den Zweiten der Staffel Mitte, VfR Neumünster. In der darauf folgenden Saison 2023/24 wurde wieder in zwei Landesligastaffeln (Schleswig und Holstein) gespielt. Die überlegenen Rotenhöfer sicherten sich die Meisterschaft der Landesliga Schleswig und damit den direkten Oberliga-Aufstieg schon sechs Spieltage vor Ende der Punktrunde. Im letzten Spiel der Saison 2023/24 gewann der TuS mit einem 5:4 nach Verlängerung zudem den Kreispokal des Kreisfussballverbandes Rendsburg-Eckernförde gegen den Oberligisten Eckernförder SV (ESV).
Mit dem Oberliga-Klassenerhalt in der Saison 2024/25 und dem Pokalgewinn beim Flens-Cup (Meister der Meister) beendete Lausen seine fast zehnjährige Trainertätigkeit beim TuS Rotenhof aus persönlichen Gründen. Nachfolger wurde der 28-jährige Henning Knuth, ein Bruder des Mannschaftskapitäns Felix Knuth.